# Jaap Oudkerk
Jacob Oudkerk surnommé Jaap Oudkerk, né le 2 août 1937 à Landsmeer et mort le 17 février 2024 à Almere, est un coureur cycliste néerlandais. Il est notamment champion du monde de demi-fond chez les amateurs en 1964 et chez les professionnels en 1969. Il fait également partie de l'équipe des Pays-Bas de poursuite par équipes aux Jeux olympiques de 1960 et 1964, y prenant respectivement la cinquième et la troisième place.

## Palmarès sur piste

### Jeux olympiques
- Rome 1960
  - 5e de la poursuite par équipes
- Tokyo 1964
  -  Médaillé de bronze de la poursuite par équipes

### Championnats du monde
- 1961
  -  Médaillé d'argent de la poursuite amateur
- 1962
  -  Médaillé de bronze de la poursuite amateur
- 1964
  -  Champion du monde de demi-fond amateur
- 1965
  -  Médaillé de bronze du demi-fond
- 1969
  -  Champion du monde de demi-fond
- 1971
  -  Médaillé d'argent du demi-fond

### Championnats d'Europe
- Champion d'Europe de demi-fond en 1967

### Championnats nationaux
- Champion des Pays-Bas de poursuite amateur en 1963
- Champion des Pays-Bas de poursuite amateur en 1972
- Champion des Pays-Bas de demi-fond amateur en 1964, 1965, 1967

## Palmarès sur route
- 1963
  - 1re étape de l'Olympia's Tour

## Vie privée
Jaap Oudkerk est divorcé de la nageuse Marianne Heemskerk. Il meurt le 17 février 2024 à Almere, à l’âge de 86 ans.